# Fabián de Castro
Fabián de Castro (Jaén, 1868-París, 1948) fue un pintor español.

## Biografía
Fabián de Castro, nació en el seno de una familia humilde gitana, completó su enseñanza primaria. Su padre era tratante de caballos. Ejerció principalmente como minero, entre otros varios oficios artesanales. Pronto empezó a ganarse la vida con la guitarra, y como tal viajó a París como guitarrista de un cuadro flamenco, de donde partió a Rusia con algún ballet ganándose la vida.
Extrañando la capital francesa volvió a París, tropezándose con Pablo Picasso con el que cogió cierta amistad, y puede que a instancias de este comenzase a pintar, principalmente cuadros religiosos de temario tradicional algo así como un Greco, o un primario Tristán. También  Ignacio Zuloaga le instó a seguir pintando,y en el cual veía en sus cuadros un gran parecido a Francisco de Goya, aunque notaban que Fabian tenía un propio estilo. 
Pronto se extendió su arte y en París tenía su propio estudio, donde buscaban, tasaban y adquirían sus cuadros las más altas clases parisinas y londinenses, alcanzando un gran nombre en dos centros europeos, artísticamente importantes. 
Hablaban de él bastantes pintores de la talla de Ignacio Zuloaga, Manuel Ángeles Ortiz o Ricardo Baroja, y en cierta ocasión quiso exponer en España, concretamente en Barcelona, pero fue acusado de anarquista dinamitero por alguien ante el gobernador de la ciudad, Severiano Martínez Anido por un cuadro donde unos guardias civiles ataban a Cristo a una columna. Le dijo entre otras palabras: "Tengo buenas referencias de usted gitanazo.  Pero ese cuadro donde sale la guardia civil...Es una verguenza". Por otra parte la respuesta de Fabián con su propio acento: "Vaya usted a saber Señor gobernador, si atando o desatando...", le hizo gracia al gobernador, y le permitió finalmente exponer.